# Bilony Nhassé
Bilony Nhama Nantamba Nhassé (Bambadinca, 15 de julho de 1960) uma política guineense, antiga Ministra da Guiné Bissau.

## Biografia

### Educação
Fez o curso médio de Mecanização Agrícola na República de Cuba. De 1982 a 1988, estudou o curso Superior de Mecanização Agrícola no Instituto Superior de Ciência Agropecuária de Havana (ISCAH), Cuba. De 2006 a 2011, fez o Curso Superior da Administração e Gestão das Empresas na Universidade Lusófona da Guiné-Bissau. 

### Vida política
Foi nomeada Secretária de Estado de Segurança Alimentar durante o governo de transição de 2013 a 2014. 
De 2008 a 2014, foi membro do Comité Central do PAIGC. E também exerceu o cargo de Secretária geral da UDEMU .Ministra da Mulher e Coesão Social no executivo de Domingos Simões Pereira.